# Orthoporus salvadoricus
Orthoporus salvadoricus är en mångfotingart som först beskrevs av Kraus 1954.  Orthoporus salvadoricus ingår i släktet Orthoporus och familjen Spirostreptidae. Inga underarter finns listade i Catalogue of Life.